# 젊은남편 젊은아빠
"젊은남편 젊은아빠"은 2017년에 개봉한 대한민국의 영화이다.

## 캐스팅
- 안소희
- 리사 하야시
- 전예녹
- 민태현